# 烏斯季亞 (斯尼亞滕區)
48°28′14″N 25°29′5″E / 48.47056°N 25.48472°E
烏斯季亞（烏克蘭語：Устя），是烏克蘭西部的村莊，隸屬伊萬諾-弗蘭科夫斯克州的科洛梅亞區。該村始建於1655年，面積10平方公里，2001年人口1,244。